# 13Mann Verlags- und Großhandelsgesellschaft
Die 13Mann Verlags- und Großhandelsgesellschaft mbH (kurz: 13Mann) ist ein Verlagshaus mit Sitz in Düsseldorf.

## Unternehmen
Der 13Mann-Verlag wurde im Jahr 2007 in Düsseldorf gegründet. Der Schwerpunkt der verlegten Produkte liegt auf Rollenspielen sowie Romanen der Genres Fantasy und Science-Fiction.
Seit 2007 publiziert der Verlag als Lizenznehmer von Iron Crown Enterprises die deutschsprachige Ausgabe des Rollenspiels Rolemaster. Im Jahr 2008 folgte die deutsche Version des Traveller-Rollenspiels in Lizenz von Mongoose Publishing. Zusätzlich zu den genannten Lizenzprodukten verlegt der 13Mann-Verlag auch Eigenproduktionen, wie z. B. die Rollenspiele ABOREA (bis 2016) und Heredium.
Im September 2018 wurde der Verlag durch Prometheus Games übernommen und unter dem neuen Geschäftsführer Christian Loewenthal weitergeführt.
Im Juni 2019 gab der Verlag bekannt, dass die Lizenz des Traveller-Rollenspiels mit Mongoose Publishing nicht verlängert und die Produktlinie eingestellt wird.

## Lizenzpartner und Autoren

### Lizenzpartner
- Iron Crown Enterprises (Rolemaster)
- Mongoose Publishing (Traveller)
- Sebastian Witzmann (ABOREA, bis 2016)[1]

### Autoren
- Andreas Schnell
- Ulli Schwan

## Programm
13Mann führt folgende Produktlinien im Programm:

### Rollenspiele
- ABOREA (bis 2016)[1]
- Heredium
- Rolemaster
- Traveller (bis 2019)[4]

### Romane
- Andreas Schnell: Neue Ufer. Heredium Roman 1. 13Mann Verlag, Düsseldorf 2009, ISBN 978-3941420816.
- Andreas Schnell: Brüder im Geist. Heredium Roman 2. 13Mann Verlag, Düsseldorf 2011, ISBN 978-3941420823.
- Ulli Schwan: Das Blut der Mondwandler. 13Mann Verlag, Düsseldorf 2012, ISBN 978-3941420830.